# اشبانات لحريشة (بير الطالب)
اشبانات لحريشة هي إحدى مشيخات المملكة المغربية، تتبع جغرافيا لإقليم سيدي قاسم وإداريًا لبير الطالب. يقدر عدد سكانها بـ 5758 نسمة حسب الإحصاء الرسمي للسكان والسكنى لسنة 2004.